# Suure-Jaani
Suure-Jaani è una città dell'Estonia meridionale, nella contea di Viljandimaa, capoluogo del rispettivo comune rurale. Amministrativamente non esistono distinzioni tra la città e il suo contado.

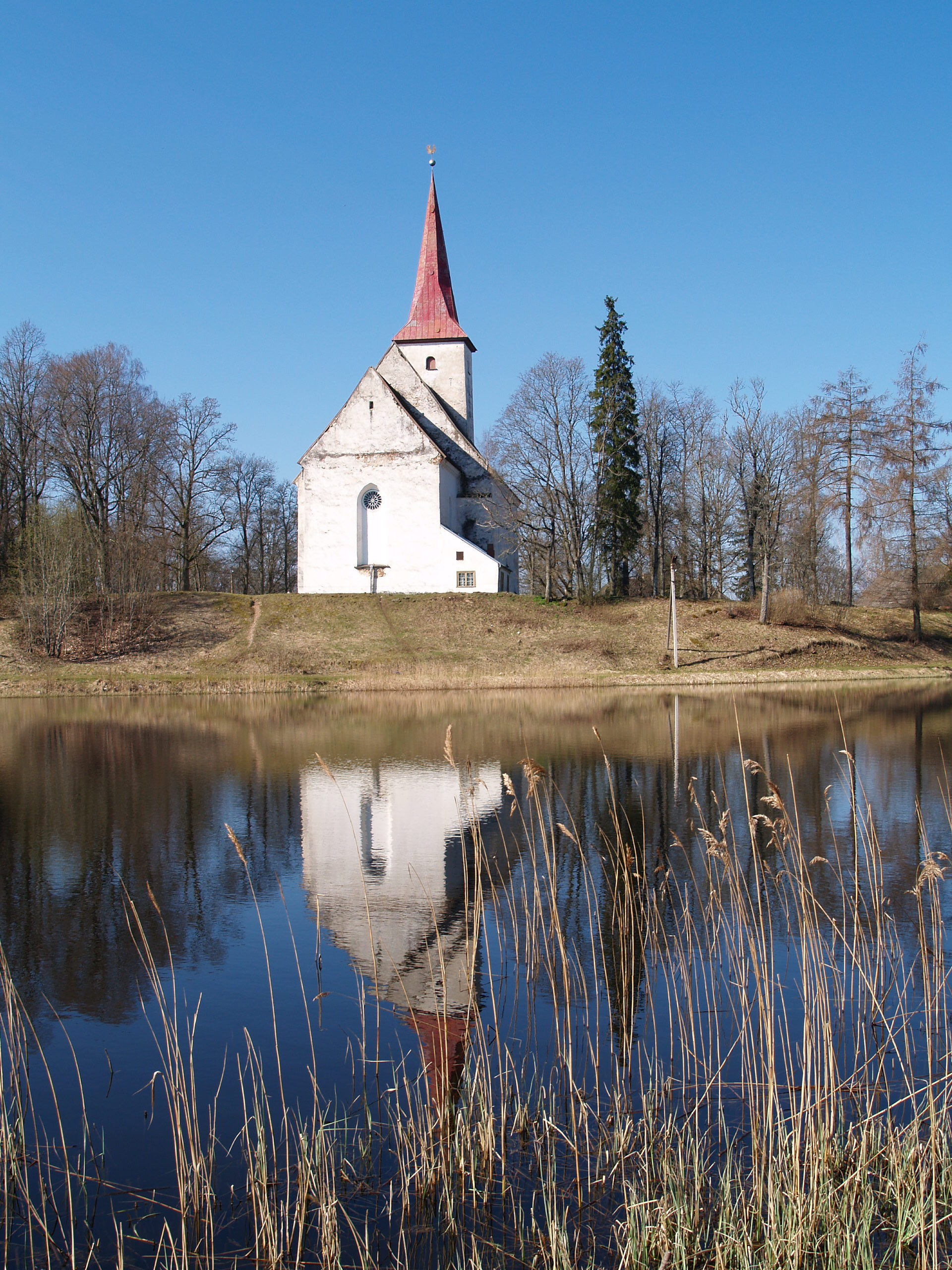
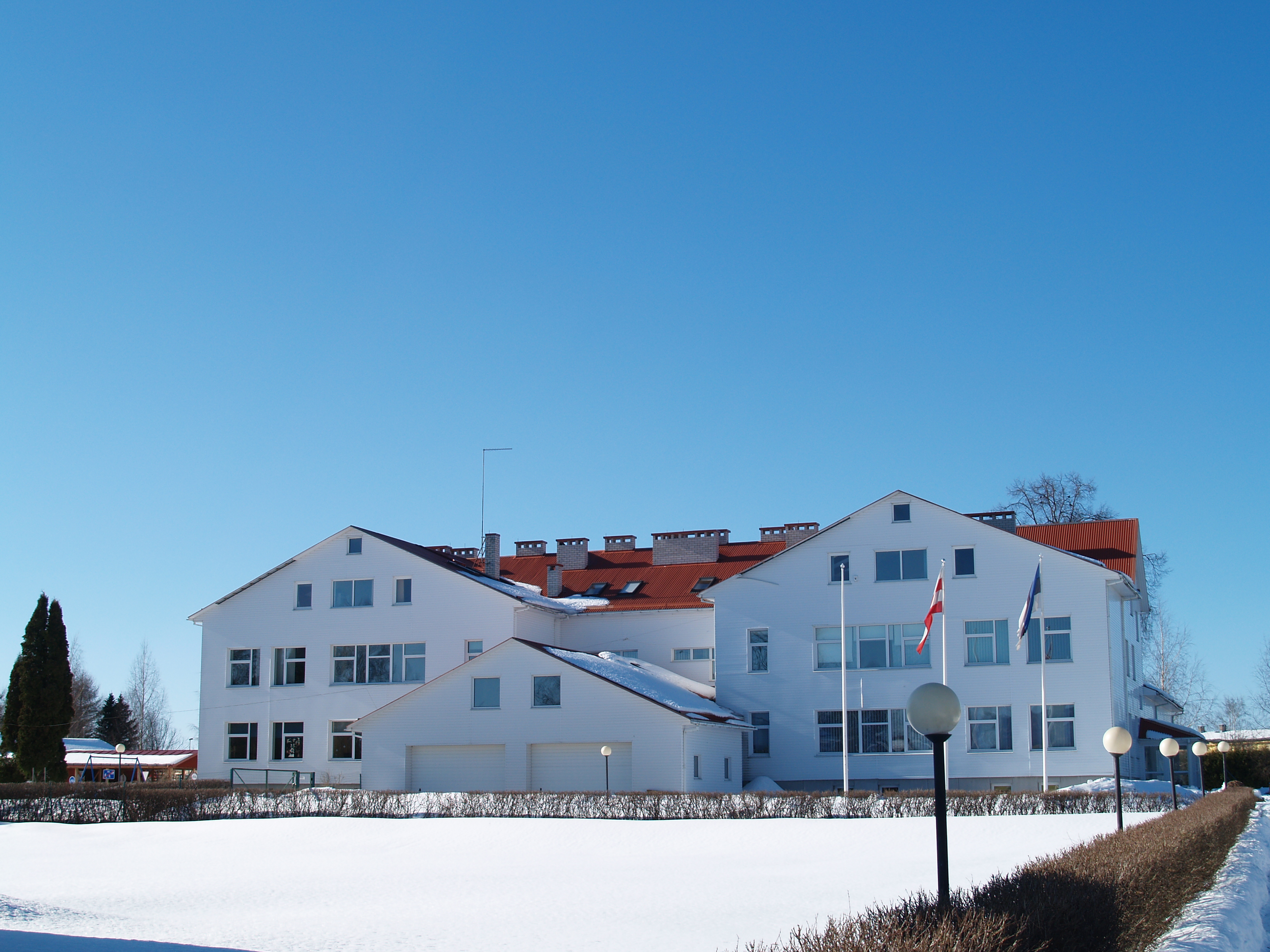
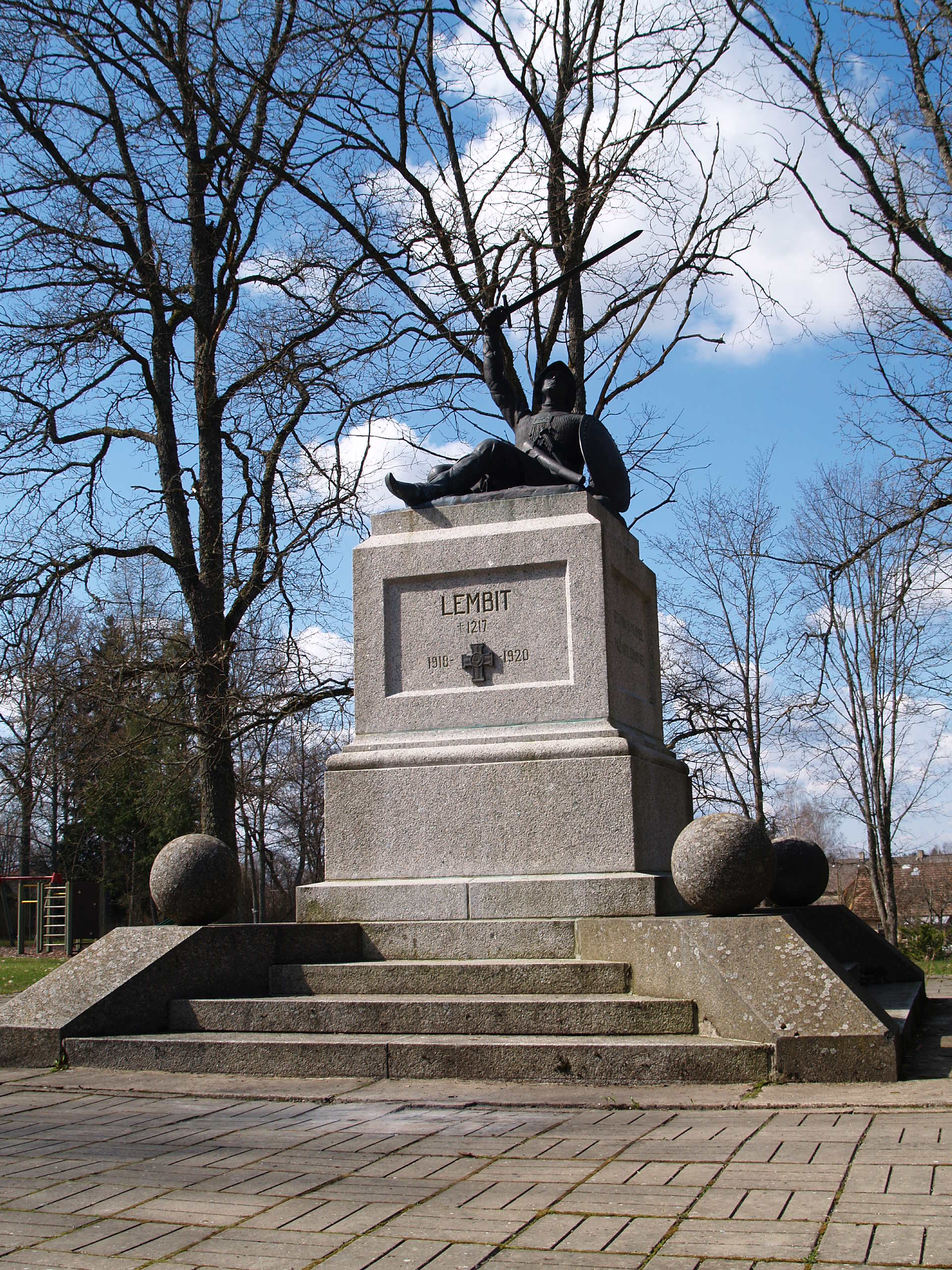
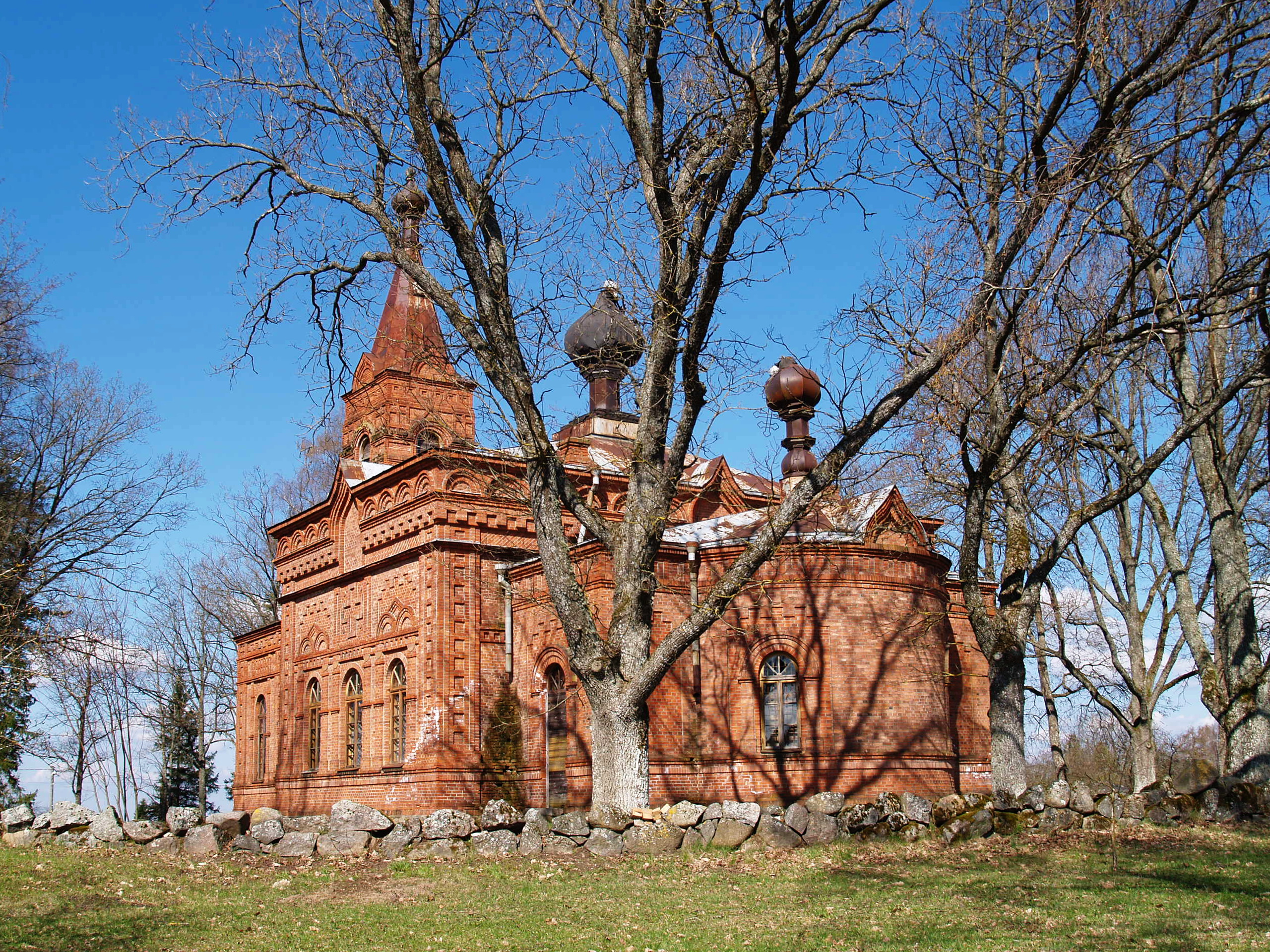